# Ana Barreira
Ana Barreira (Madrid) es una abogada española especializada en derecho ambiental, directora-fundadora del Instituto Internacional de Derecho y Medio Ambiente (IIDMA)y presidenta de la sección de Medioambiente y Clima del Ilustre Colegio de la Abogacía de Madrid.

## Trayectoria
Ana Barreira es una de abogadas pioneras en el derecho ambiental en España, campo en el que lleva trabajando desde principios de los años 90. Inició su andadura profesional en el departamento de Derecho Ambiental de la firma Allen & Overy en Londres en 1993. Fue asesora legal para la Presidencia Española de la Unión Europea de 2002, habiéndose centrado en el proceso preparatorio de la Cumbre Mundial de Desarrollo Sostenible (Río +10).
Ha trabajado como consultora internacional en proyectos del Banco Mundial y de la Comisión Europea relacionados tanto con la elaboración de leyes ambientales como con su aplicación en Albania, Bosnia-Herzegovina, Croacia, Eslovaquia, México, Montenegro, Portugal, Serbia y Turquía, así como para el mecanismo de cumplimiento del Banco Europeo de Inversiones.Fue abogada de Oceana Europa litigando en temas relativos al acceso a la información ambiental, pesca, contaminación por mercurio y protección del medio marino.
Desde 1997 ha participado en diversas negociaciones y reuniones de la Convención Marco de las Naciones Unidas sobre el Cambio Climático.En el Instituto Internacional de Derecho y Medio Ambiente ha ejecutado proyectos en temas relativos al cambio climático y la transición energética, la protección de los recursos hídricos y el medio marino, la biodiversidad, entre otros. Es miembro de la Comisión de Derecho Ambiental de Unión Internacional para la Conservación de la Naturaleza (UICN).
En 2021 formó parte del Grupo de Expertos y Expertas independientes encargados de asesorar a la Asamblea Ciudadana para el Clima española. 
Es autora de artículos y libros sobre derecho ambiental, escribe con frecuencia para medios de comunicación españoles y es ponente habitual sobre diversos temas de medio ambiente y desarrollo sostenible.
En 2023 recibió el Premio Convive de manos del presidente de Iberdrola, José Ignacio Sánchez Galán, que "recompensan la labor de asociaciones y agentes que aprovechan los recursos naturales para fomentar las energías renovables".

## Libros
- 'Mecanismos legales para la defensa del medio ambiente' (2005)
- 'Medio Ambiente y Derecho Internacional: una guía práctica' (2007)
- 'La gestión de las cuencas hispano-portuguesas: El Convenio de Albufeira' (2007)
- 'Restauración de ríos. Guía jurídica para el diseño y realización de proyectos' (2009)
- 'Estudio jurídico sobre la custodia del territorio' (2009)
- 'Gobernanza para la protección del medio marino en España' (2009)